# Sportcentrum De Helster
De Helster is een sportcentrum in Elst (Gelderland) dat plaats biedt aan een breed aantal binnensporten. Het werd geopend in 1974.

## Faciliteiten
Het complex bestaat uit meerdere gebouwen. Het zwembad is een 25 meterbad. Daarnaast is er ook een kinderbad en een waterglijbaan. Vanuit de gemeente wordt hier zwemles gegeven, er is medisch zwemmen en zijn er wekelijks meerdere zwemverenigingen aanwezig.

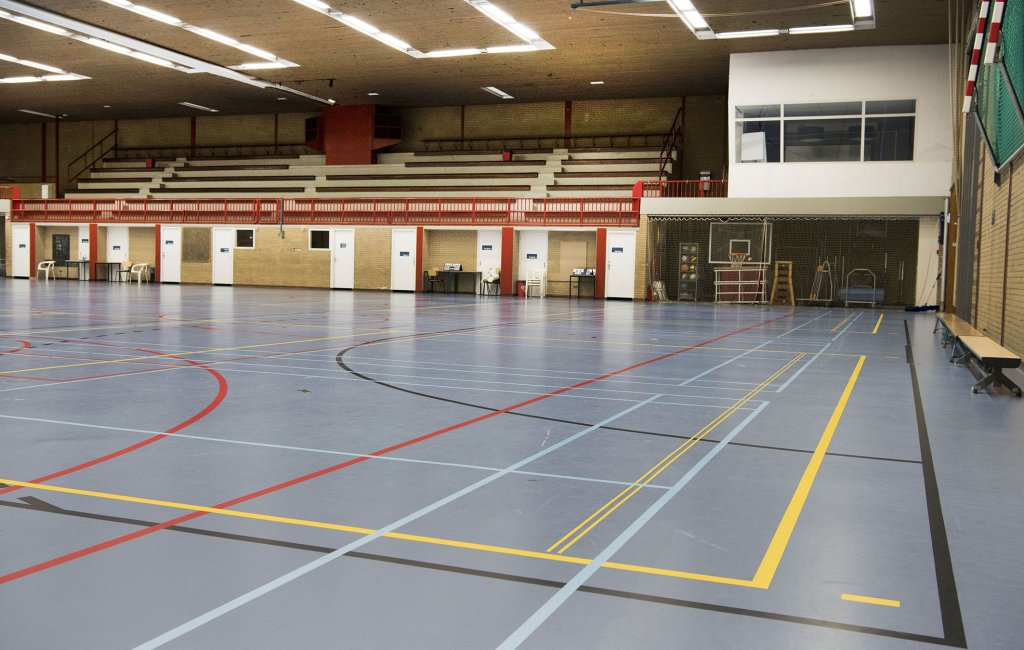
Sporthal in De Helster

Naast het zwembad is er een sporthal. Hierin worden verschillende sporten gehouden, waaronder badminton en volleybal. De hal heeft ook een tribune. Een aantal keer per jaar worden hier ook andere activiteiten gehouden, waaronder carnaval.

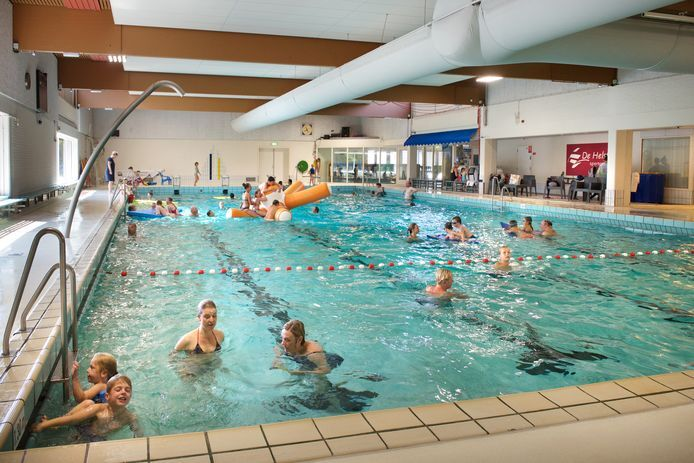
25m bad in de Helster

Aan de achterkant van het gebouw is een kleinere sporthal te vinden. Hier worden onder andere judo en boxen als sporten gegeven.
Middenin het gebouw is een kantine te vinden, die uitzicht heeft op het zwembad.

## Toekomst
De gemeente Overbetuwe heeft in april 2023 bekendgemaakt dat er definitief een opvolger zal komen voor De Helster. Dit heeft te maken met de leeftijd van het huidige complex dat na 50 jaar aan vervanging toe is. De opvolger zal naar verwachting eind 2025 worden opgeleverd, in de nabijheid van station Elst, en er is 22 miljoen euro voor uitgetrokken. Het complex van De Helster zal worden gesloopt.